# Награда Друштва књижевника Војводине за књигу године
Награда Друштва књижевника Војводине за књигу године је годишња награда за најбољу књигу члана Друштва књижевника Војводине, објављену у претходној години. Награда се додељује од 1986. Уручење се приређује у оквиру седнице Скупштине ДКВ.

## Добитници
| Год.  | Добитник              | Дело                                  | Врста              | Реф.   |
| ----- | --------------------- | ------------------------------------- | ------------------ | ------ |
| 1986. | Славко Гордић         | Примарно и нијанса                    | есеји              | [ 1 ]  |
| 1987. | Ото Толнаи            | Глодач корена                         | поезија            | [ 1 ]  |
| 1988. | Марија Шимоковић      | Небески бицикл                        | поезија            | [ 1 ]  |
| 1989. | Јанош Сивери          | Кљукана уста                          | поезија            | [ 1 ]  |
| 1990. | Јоан Флора            | Memoria asasina                       | роман              | [ 1 ]  |
| 1991. | Иван Негришорац       | Абракадабра                           | есеји              | [ 1 ]  |
| 1992. | Јован Делић           | Хазарска призма                       | есеји              | [ 1 ]  |
| 1993. | Војислав Деспотов     | Неочекивани човек                     | поезија            | [ 1 ]  |
| 1994. | Паљо Бохуш            | Трећа страна медаље                   | поезија            | [ 1 ]  |
| 1995. | Сава Дамјанов         | Причке                                | кратка проза       | [ 1 ]  |
| 1996. | Ђорђе Писарев         | Пописујући имена ствари               | роман              | [ 1 ]  |
| 1997. | Фрања Петриновић      | Извештај анђела                       | роман              | [ 1 ]  |
| 1998. | Ласло Блашковић       | Свадбени марш                         | роман              | [ 1 ]  |
| 1999. | Милица Мићић Димовска | У процепу                             | кратка проза       | [ 1 ]  |
| 2000. | Јован Зивлак          | Аурина сенка                          | есеји              | [ 1 ]  |
| 2001. | Миро Вуксановић       | Семољ гора                            | роман              | [ 1 ]  |
| 2002. | Владимир Тасић        | Опроштајни дар                        | роман              | [ 1 ]  |
| 2003. | Владимир Копицл       | Клисурине                             | поезија            | [ 2 ]  |
| 2004. | Радивој Шајтинац      | Лед и млеко                           | поезија            | [ 2 ]  |
| 2005. | Јован Дунђин          | Градиво                               | поезија            | [ 2 ]  |
| 2006. | Зоран Мандић          | Нестварни штафелај                    | поезија            | [ 2 ]  |
| 2007. | Јован Попов           | Читања неизвесности                   | есеји              | [ 2 ]  |
| 2008. | Милош Латиновић       | Џелат у рају                          | роман              | [ 2 ]  |
| 2009. | није додељена         | није додељена                         | није додељена      | [ 2 ]  |
| 2010. | Никола Страјнић       | Огледи о књижевности и сликарству     | есеји              | [ 2 ]  |
| 2010. | Илија Бакић           | У одвајању                            | кратка проза       | [ 2 ]  |
| 2011. | Срђан В. Тешин        | Испод црте                            | кратка проза       | [ 3 ]  |
| 2012. | Владимир Гвозден      | Српска путописна култура              | научна монографија | [ 3 ]  |
| 2013. | Бошко Томашевић       | Мишљење писања                        | есеји              | [ 3 ]  |
| 2014. | Драган Проле          | Унутрашње иностранство                | филозофска студија | [ 3 ]  |
| 2015. | Зоран Ђерић           | Поетика бездомности                   | научна монографија | [ 3 ]  |
| 2016. | Недељко Терзић        | Глад и глеђ                           | поезија            | [ 4 ]  |
| 2017. | Селимир Радуловић     | Сенка осмог еона                      | поезија            | [ 5 ]  |
| 2018. | Угљеша Шајтинац       | Жена из Хуареза                       | кратка проза       | [ 6 ]  |
| 2019. | Дамир Смиљанић        | Атмосфера смрти                       | филозофска студија | [ 7 ]  |
| 2020. | Милан Тодоров         | Телефонски именик мртвих претплатника | кратка проза       | [ 8 ]  |
| 2021. | Бранислав Зубовић     | Тремор                                | поезија            | [ 9 ]  |
| 2022. | Радован Влаховић      | Ноћни разговори са сестром            | роман              | [ 10 ] |